# 竹中雄大
竹中 雄大（たけなか ゆうだい、1995年11月10日 - ）は、兵庫県姫路市出身の歌手、YouTuber。5人組ロックバンドNovelbrightのボーカリストとして知られる。

## 来歴
高校時代にONE OK ROCKのコピーバンドを始めたことをきっかけに作曲を始める。
2013年にNovelbrightを結成し、2018年10月に全国流通盤ミニ・アルバム『SKYWALK』でインディーズデビューする。2020年8月17日には、配信シングル『Sunny drop』をユニバーサルシグマから発売してメジャーデビューを果たした。
2020年11月12日から2021年3月25日までニッポン放送で『Novelbright ユーダイナマイトニッポン』のパーソナリティーを務めた。
2021年1月14日にYouTuberの個人活動を開始し、8月31日には姫路ふるさと大使に任命された。

## 人物
2009年と2013年に口笛の世界大会で優勝した経験を持つ。
気管支喘息の持病が悪化してライブ活動を中止したことが度々ある。

## ディスコグラフィ

### 配信限定シングル
|     | 配信日        | タイトル       | 規格                   |
| --- | ------------- | -------------- | ---------------------- |
| 1st | 2021年5月10日 | シノビーのうた | デジタル・ダウンロード |

### 参加作品
| 発売日         | タイトル                                   | アーティスト            | MV         | 規格                   | 備考           |
| -------------- | ------------------------------------------ | ----------------------- | ---------- | ---------------------- | -------------- |
| 2019年3月19日  | Forward（feat. 竹中雄大 & KZK）            | THE AGUL                | -          | デジタル・ダウンロード |                |
| 2019年4月27日  | Forward Nuoh Remix（feat. 竹中雄大 & KZK） | THE AGUL                | -          | デジタル・ダウンロード |                |
| 2020年7月20日  | We are not alone（feat. 竹中雄大）         | THE AGUL                | -          | デジタル・ダウンロード |                |
| 2021年8月27日  | Remember I said（feat. 竹中雄大）          | THE AGUL                | [ 動画 1 ] | デジタル・ダウンロード | 作詞でも参加。 |
| 2022年12月4日  | 死んでもいいや（feat. 竹中雄大）           | SG                      | [ 動画 2 ] | デジタル・ダウンロード | 作詞でも参加。 |
| 2023年9月29日  | Lonely                                     | 池内ヨシカツ & 竹中雄大 | [ 動画 3 ] | デジタル・ダウンロード | 作詞でも参加。 |
| 2023年9月29日  | Lonely                                     | 池内ヨシカツ & 竹中雄大 | [ 動画 4 ] | デジタル・ダウンロード | 作詞でも参加。 |
| 2024年12月11日 | Crossover（feat. OZworld & 竹中雄大）      | 池内ヨシカツ            | -          | デジタル・ダウンロード | 作詞でも参加。 |

### 楽曲提供
| 発売日        | タイトル | アーティスト | 収録先      | 規格 | 備考 |
| ------------- | -------- | ------------ | ----------- | ---- | ---- |
| 2024年1月24日 | Gluttony | 手越祐也     | 絆 -KIZUNA- | CD   | 作曲 |

## 出演

### ラジオ
Novelbright ユーダイナマイトニッポン（ニッポン放送、2020年10月12日 - 2021年3月25日）- メインパーソナリティー

### テレビ番組
現役歌王JAPAN（BS日テレ、2025年7月20日 - ）

## 受賞・ノミネート
| 年     | 対象     | 賞                              | 結果 | 出典   |
| ------ | -------- | ------------------------------- | ---- | ------ |
| 2009年 | 竹中雄大 | 第36回国際口笛大会 ティーンの部 | 優勝 | [ 17 ] |
| 2013年 | 竹中雄大 | 第40回国際口笛大会 ティーンの部 | 優勝 | [ 18 ] |